# Zuid-Amerikaans kampioenschap voetbal onder 17 - 2011
De Zuid-Amerikaans kampioenschap voetbal onder 17 van 2011 werd gehouden van 12 maart 2011 tot en met 9 april 2011 in Ecuador.
Dit toernooi diende tevens als kwalificatietoernooi voor het wereldkampioenschap voetbal onder 17 van 2011 en de Pan-Amerikaanse Spelen van 2011, beide toernooien werden in Mexico gespeeld. De vier beste landen van dit toernooi plaatsen zich, dat zijn Brazilië, Argentinië, Ecuador en Uruguay. 

## Deelnemende teams
- Argentinië
- Bolivia
- Brazilië
- Chili
- Colombia
- Ecuador (gastland)
- Paraguay
- Peru
- Uruguay
- Venezuela

## Speelsteden
| Ambato                     |  | · Quito (Estadio Olímpico Atahualpa) Riobamba (Estadio Olímpico) Latacunga (Estadio La Cocha) Ibarra (Estadio Olímpico) Ambato (Estadio Bellavista) |
| Estadio Bellavista         |  | · Quito (Estadio Olímpico Atahualpa) Riobamba (Estadio Olímpico) Latacunga (Estadio La Cocha) Ibarra (Estadio Olímpico) Ambato (Estadio Bellavista) |
| Capaciteit: 20.000         |  | · Quito (Estadio Olímpico Atahualpa) Riobamba (Estadio Olímpico) Latacunga (Estadio La Cocha) Ibarra (Estadio Olímpico) Ambato (Estadio Bellavista) |
| Ibarra                     |  | · Quito (Estadio Olímpico Atahualpa) Riobamba (Estadio Olímpico) Latacunga (Estadio La Cocha) Ibarra (Estadio Olímpico) Ambato (Estadio Bellavista) |
| Estadio Olímpico           |  | · Quito (Estadio Olímpico Atahualpa) Riobamba (Estadio Olímpico) Latacunga (Estadio La Cocha) Ibarra (Estadio Olímpico) Ambato (Estadio Bellavista) |
| Capaciteit: 18.600         |  | · Quito (Estadio Olímpico Atahualpa) Riobamba (Estadio Olímpico) Latacunga (Estadio La Cocha) Ibarra (Estadio Olímpico) Ambato (Estadio Bellavista) |
| Latacunga                  |  | · Quito (Estadio Olímpico Atahualpa) Riobamba (Estadio Olímpico) Latacunga (Estadio La Cocha) Ibarra (Estadio Olímpico) Ambato (Estadio Bellavista) |
| Estadio La Cocha           |  | · Quito (Estadio Olímpico Atahualpa) Riobamba (Estadio Olímpico) Latacunga (Estadio La Cocha) Ibarra (Estadio Olímpico) Ambato (Estadio Bellavista) |
| Capaciteit: 15.000         |  | · Quito (Estadio Olímpico Atahualpa) Riobamba (Estadio Olímpico) Latacunga (Estadio La Cocha) Ibarra (Estadio Olímpico) Ambato (Estadio Bellavista) |
| Quito                      |  | · Quito (Estadio Olímpico Atahualpa) Riobamba (Estadio Olímpico) Latacunga (Estadio La Cocha) Ibarra (Estadio Olímpico) Ambato (Estadio Bellavista) |
| Estadio Olímpico Atahualpa |  | · Quito (Estadio Olímpico Atahualpa) Riobamba (Estadio Olímpico) Latacunga (Estadio La Cocha) Ibarra (Estadio Olímpico) Ambato (Estadio Bellavista) |
| Capaciteit: 40.948         |  | · Quito (Estadio Olímpico Atahualpa) Riobamba (Estadio Olímpico) Latacunga (Estadio La Cocha) Ibarra (Estadio Olímpico) Ambato (Estadio Bellavista) |
| Riobamba                   |  | · Quito (Estadio Olímpico Atahualpa) Riobamba (Estadio Olímpico) Latacunga (Estadio La Cocha) Ibarra (Estadio Olímpico) Ambato (Estadio Bellavista) |
| Estadio Olímpico           |  | · Quito (Estadio Olímpico Atahualpa) Riobamba (Estadio Olímpico) Latacunga (Estadio La Cocha) Ibarra (Estadio Olímpico) Ambato (Estadio Bellavista) |
| Capaciteit: 18.000         |  | · Quito (Estadio Olímpico Atahualpa) Riobamba (Estadio Olímpico) Latacunga (Estadio La Cocha) Ibarra (Estadio Olímpico) Ambato (Estadio Bellavista) |

## Groepsfase

### Groep A
| Team       | Gsp | G | G | V | DV | DT | DS | Pnt |
| ---------- | --- | - | - | - | -- | -- | -- | --- |
| Argentinië | 4   | 3 | 0 | 1 | 10 | 4  | +6 | 9   |
| Ecuador    | 4   | 2 | 1 | 1 | 4  | 4  | 0  | 7   |
| Uruguay    | 4   | 2 | 0 | 2 | 4  | 5  | –1 | 6   |
| Peru       | 4   | 1 | 1 | 2 | 8  | 9  | –1 | 4   |
| Bolivia    | 4   | 1 | 0 | 3 | 5  | 9  | –4 | 3   |

|                             |                         |     |           |                                                             |
| 12 maart 2011 16:00 (UTC−5) | Ecuador                 | 2–1 | Bolivia   | Estadio La Cocha, Latacunga Scheidsrechter: Ricardo Márques |
| 12 maart 2011 16:00 (UTC−5) | Batioja 22' Mercado 24' |     | 49' Silva | Estadio La Cocha, Latacunga Scheidsrechter: Ricardo Márques |

|                             |                                                      |     |                    |                                                            |
| 12 maart 2011 18:10 (UTC−5) | Argentinië                                           | 4–2 | Peru               | Estadio La Cocha, Latacunga Scheidsrechter: Patricio Polic |
| 12 maart 2011 18:10 (UTC−5) | Paredes 44' (pen.) Ocampos 53' Ferreira 73' Pugh 86' |     | 4' Garcia 35' Polo | Estadio La Cocha, Latacunga Scheidsrechter: Patricio Polic |

|                             |          |     |             |                                                         |
| 15 maart 2011 17:00 (UTC−5) | Peru     | 1–1 | Ecuador     | Estadio Bellavista, Ambato Scheidsrechter: Héctor Parra |
| 15 maart 2011 17:00 (UTC−5) | Polo 58' |     | 47' Sarnoza | Estadio Bellavista, Ambato Scheidsrechter: Héctor Parra |

|                             |         |                 |         |                                                           |
| 15 maart 2011 19:10 (UTC−5) | Bolivia | 0–2             | Uruguay | Estadio Bellavista, Ambato Scheidsrechter: Julio Quintana |
| 15 maart 2011 19:10 (UTC−5) |         | 17', 27' Mascia |         | Estadio Bellavista, Ambato Scheidsrechter: Julio Quintana |

|                             |                    |     |                           |                                                            |
| 18 maart 2011 16:00 (UTC−5) | Argentinië         | 1–2 | Uruguay                   | Estadio Olímpico, Riobamba Scheidsrechter: Ricardo Márques |
| 18 maart 2011 16:00 (UTC−5) | Andrada 41' (pen.) |     | 36' Mascia 87' San Martin | Estadio Olímpico, Riobamba Scheidsrechter: Ricardo Márques |

|                             |                 |     |                                 |                                                         |
| 18 maart 2011 18:10 (UTC−5) | Peru            | 2–4 | Bolivia                         | Estadio Olímpico, Riobamba Scheidsrechter: Mayker Gómez |
| 18 maart 2011 18:10 (UTC−5) | Flores 21', 29' |     | Silva 13', 62', 90' Banegas 68' | Estadio Olímpico, Riobamba Scheidsrechter: Mayker Gómez |

|                             |             |     |         |                                                            |
| 21 maart 2011 17:00 (UTC−5) | Ecuador     | 1–0 | Uruguay | Estadio La Cocha, Latacunga Scheidsrechter: Patricio Polic |
| 21 maart 2011 17:00 (UTC−5) | Sornoza 16' |     |         | Estadio La Cocha, Latacunga Scheidsrechter: Patricio Polic |

|                             |                                  |     |         |                                                          |
| 21 maart 2011 19:10 (UTC−5) | Argentinië                       | 3–0 | Bolivia | Estadio La Cocha, Latacunga Scheidsrechter: Héctor Parra |
| 21 maart 2011 19:10 (UTC−5) | Ocampos 16' Paredes 59' Pugh 82' |     |         | Estadio La Cocha, Latacunga Scheidsrechter: Héctor Parra |

|                             |         |                                   |      |                                                          |
| 24 maart 2011 17:00 (UTC−5) | Uruguay | 0–3                               | Peru | Estadio La Cocha, Latacunga Scheidsrechter: Mayker Gómez |
| 24 maart 2011 17:00 (UTC−5) |         | 38' Flores 50' Benincasa 65' Polo |      | Estadio La Cocha, Latacunga Scheidsrechter: Mayker Gómez |

|                             |                              |     |         |                                                            |
| 24 maart 2011 19:10 (UTC−5) | Argentinië                   | 2–0 | Ecuador | Estadio La Cocha, Latacunga Scheidsrechter: Julio Quintana |
| 24 maart 2011 19:10 (UTC−5) | Pinto 51' (pen.) Benítez 71' |     |         | Estadio La Cocha, Latacunga Scheidsrechter: Julio Quintana |

### Groep B
| Team      | Gsp | G | G | V | DV | DT | DS | Pnt |
| --------- | --- | - | - | - | -- | -- | -- | --- |
| Brazilië  | 4   | 3 | 0 | 1 | 12 | 7  | +5 | 9   |
| Paraguay  | 4   | 3 | 0 | 1 | 9  | 5  | +4 | 9   |
| Colombia  | 4   | 2 | 1 | 1 | 7  | 8  | –1 | 7   |
| Chili     | 4   | 1 | 1 | 2 | 5  | 8  | –3 | 4   |
| Venezuela | 4   | 0 | 0 | 4 | 5  | 10 | –5 | 0   |

|                             |                                                  |     |                             |                                                     |
| 13 maart 2011 10:00 (UTC−5) | Brazilië                                         | 4–3 | Venezuela                   | Estadio Olímpico, Ibarra Scheidsrechter: Diego Lara |
| 13 maart 2011 10:00 (UTC−5) | Pedro Paulo 11', 75' Adryan 16' Lucas Piazon 72' |     | 4', 7' Arteaga 34' González | Estadio Olímpico, Ibarra Scheidsrechter: Diego Lara |

|                             |                 |     |                             |                                                         |
| 13 maart 2011 12:10 (UTC−5) | Colombia        | 2–2 | Chili                       | Estadio Olímpico, Ibarra Scheidsrechter: Henry Gambetta |
| 13 maart 2011 12:10 (UTC−5) | Garcés 34', 36' |     | 58' Navarrete 73' Henríquez | Estadio Olímpico, Ibarra Scheidsrechter: Henry Gambetta |

|                             |                        |     |               |                                                          |
| 16 maart 2011 18:10 (UTC−5) | Brazilië               | 2–1 | Chili         | Estadio Olímpico, Ibarra Scheidsrechter: Héctor Martínez |
| 16 maart 2011 18:10 (UTC−5) | Emerson 80' Adryan 87' |     | 73' Henríquez | Estadio Olímpico, Ibarra Scheidsrechter: Héctor Martínez |

|                             |                                        |     |              |                                                        |
| 16 maart 2011 16:00 (UTC−5) | Colombia                               | 3–1 | Paraguay     | Estadio Olímpico, Ibarra Scheidsrechter: Néstor Pitana |
| 16 maart 2011 16:00 (UTC−5) | Delgado 12' Palomeque 78' Osorio 90+1' |     | 55' González | Estadio Olímpico, Ibarra Scheidsrechter: Néstor Pitana |

|                             |                        |     |           |                                                      |
| 19 maart 2011 18:00 (UTC−5) | Chili                  | 2–1 | Venezuela | Estadio Olímpico, Ibarra Scheidsrechter: José Jordán |
| 19 maart 2011 18:00 (UTC−5) | Henríquez 40' Páez 69' |     | 7' Garcia | Estadio Olímpico, Ibarra Scheidsrechter: José Jordán |

|                             |                  |     |                           |                                                     |
| 19 maart 2011 20:10 (UTC−5) | Brazilië         | 1–2 | Paraguay                  | Estadio Olímpico, Ibarra Scheidsrechter: Diego Lara |
| 19 maart 2011 20:10 (UTC−5) | Lucas Piazon 31' |     | 77' Giménez 81' Caballero | Estadio Olímpico, Ibarra Scheidsrechter: Diego Lara |

|                             |                             |     |       |                                                        |
| 22 maart 2011 16:00 (UTC−5) | Paraguay                    | 3–0 | Chili | Estadio Olímpico, Ibarra Scheidsrechter: Néstor Pitana |
| 22 maart 2011 16:00 (UTC−5) | Caballero 26', 80' Báez 53' |     |       | Estadio Olímpico, Ibarra Scheidsrechter: Néstor Pitana |

|                             |          |     |           |                                                         |
| 22 maart 2011 18:10 (UTC−5) | Colombia | 1–0 | Venezuela | Estadio Olímpico, Ibarra Scheidsrechter: Henry Gambetta |
| 22 maart 2011 18:10 (UTC−5) | Cuero 8' |     |           | Estadio Olímpico, Ibarra Scheidsrechter: Henry Gambetta |

|                             |                            |     |              |                                                      |
| 25 maart 2011 19:00 (UTC−5) | Paraguay                   | 3–1 | Venezuela    | Estadio Olímpico, Ibarra Scheidsrechter: José Jordán |
| 25 maart 2011 19:00 (UTC−5) | Palacios 17' Vera 42', 61' |     | 48' Castillo | Estadio Olímpico, Ibarra Scheidsrechter: José Jordán |

|                             |                |     |                                                     |                                                          |
| 25 maart 2011 21:10 (UTC−5) | Colombia       | 1–5 | Brazilië                                            | Estadio Olímpico, Ibarra Scheidsrechter: Héctor Martínez |
| 25 maart 2011 21:10 (UTC−5) | Villadiego 62' |     | 18', 20' Leonardo 36' Cláudio 55' Misael 70' Marlon | Estadio Olímpico, Ibarra Scheidsrechter: Héctor Martínez |

## Finaleronde
| Team       | Gsp | G | G | V | DV | DT | DS | Pnt |
| ---------- | --- | - | - | - | -- | -- | -- | --- |
| Brazilië   | 5   | 4 | 1 | 0 | 10 | 4  | +6 | 13  |
| Uruguay    | 5   | 2 | 3 | 0 | 8  | 5  | +3 | 9   |
| Argentinië | 5   | 2 | 1 | 2 | 7  | 7  | 0  | 7   |
| Ecuador    | 5   | 1 | 3 | 1 | 6  | 7  | –1 | 6   |
| Colombia   | 5   | 1 | 1 | 3 | 5  | 7  | –2 | 4   |
| Paraguay   | 5   | 0 | 1 | 4 | 5  | 11 | –6 | 1   |

|                     |             |     |          |                                                          |
| 28 maart 2011 15:50 | Argentinië  | 1–0 | Paraguay | Estadio La Cocha, Latacunga Scheidsrechter: Héctor Parra |
| 28 maart 2011 15:50 | Benítez 77' |     |          | Estadio La Cocha, Latacunga Scheidsrechter: Héctor Parra |

|                     |         |     |          |                                                         |
| 28 maart 2011 18:00 | Ecuador | 0–0 | Colombia | Estadio La Cocha, Latacunga Scheidsrechter: Mayker Góme |
| 28 maart 2011 18:00 |         |     |          | Estadio La Cocha, Latacunga Scheidsrechter: Mayker Góme |

|                     |          |     |         |                                                            |
| 28 maart 2011 20:10 | Brazilië | 0–0 | Uruguay | Estadio La Cocha, Latacunga Scheidsrechter: Julio Quintana |
| 28 maart 2011 20:10 |          |     |         | Estadio La Cocha, Latacunga Scheidsrechter: Julio Quintana |

|                     |             |     |                    |                                                              |
| 31 maart 2011 15:50 | Argentinië  | 1–1 | Uruguay            | Estadio Olímpico Atahualpa, Quito Scheidsrechter: Diego Lara |
| 31 maart 2011 15:50 | Andrada 71' |     | Padilla 77' (e.d.) | Estadio Olímpico Atahualpa, Quito Scheidsrechter: Diego Lara |

|                     |                         |     |                          |                                                                 |
| 31 maart 2011 18:00 | Ecuador                 | 2–2 | Paraguay                 | Estadio Olímpico Atahualpa, Quito Scheidsrechter: Néstor Pitana |
| 31 maart 2011 18:00 | Batioja 27' Uchuari 83' |     | Ovelar 77' Caballero 85' | Estadio Olímpico Atahualpa, Quito Scheidsrechter: Néstor Pitana |

|                     |             |     |          |                                                               |
| 31 maart 2011 20:10 | Brazilië    | 1–0 | Colombia | Estadio Olímpico Atahualpa, Quito Scheidsrechter: José Jordán |
| 31 maart 2011 20:10 | Matheus 56' |     |          | Estadio Olímpico Atahualpa, Quito Scheidsrechter: José Jordán |

|                    |               |     |                                    |                                                            |
| 3 april 2011 15:50 | Paraguay      | 1–3 | Uruguay                            | Estadio La Cocha, Latacunga Scheidsrechter: Patricio Polic |
| 3 april 2011 15:50 | Caballero 78' |     | Aguirre 22' Álvarez 59' Mascia 75' | Estadio La Cocha, Latacunga Scheidsrechter: Patricio Polic |

|                    |                               |     |           |                                                            |
| 3 april 2011 18:00 | Argentinië                    | 2–1 | Colombia  | Estadio La Cocha, Latacunga Scheidsrechter: Henry Gambetta |
| 3 april 2011 18:00 | Ocampos 4' Andrada 14' (pen.) |     | Cuero 20' | Estadio La Cocha, Latacunga Scheidsrechter: Henry Gambetta |

|                    |                                            |     |                |                                                             |
| 3 april 2011 20:10 | Brazilië                                   | 3–1 | Ecuador        | Estadio La Cocha, Latacunga Scheidsrechter: Héctor Martínez |
| 3 april 2011 20:10 | Matheus 20' Leonardo 29' Adryan 54' (pen.) |     | Cevallos 90+4' | Estadio La Cocha, Latacunga Scheidsrechter: Héctor Martínez |

|                    |                                  |                  |                 |                                                                |
| 6 april 2011 15:50 | Uruguay                          | 3–2              | Colombia        | Estadio Olímpico Atahualpa, Quito Scheidsrechter: Mayker Gómez |
| 6 april 2011 15:50 | Mascia 24', 36' (pen.) Silva 82' | Wedstrijdverslag | Garcés 39', 69' | Estadio Olímpico Atahualpa, Quito Scheidsrechter: Mayker Gómez |

|                    |            |                  |                          |                                                                  |
| 6 april 2011 18:00 | Argentinië | 1–2              | Ecuador                  | Estadio Olímpico Atahualpa, Quito Scheidsrechter: Patricio Polic |
| 6 april 2011 18:00 | Pugh 83'   | Wedstrijdverslag | Cevallos 54' Batioja 73' | Estadio Olímpico Atahualpa, Quito Scheidsrechter: Patricio Polic |

|                    |                                                 |                  |            |                                                                  |
| 6 april 2011 20:10 | Brazilië                                        | 3–1              | Paraguay   | Estadio Olímpico Atahualpa, Quito Scheidsrechter: Henry Gambetta |
| 6 april 2011 20:10 | Guilherme 15' Claudio Wink 56' Lucas Piazon 86' | Wedstrijdverslag | Mareco 31' | Estadio Olímpico Atahualpa, Quito Scheidsrechter: Henry Gambetta |

|                    |             |                  |                |                                                                           |
| 9 april 2011 15:50 | Paraguay    | 1–2              | Colombia       | Estadio de Liga Deportiva Universitaria, Quito Scheidsrechter: Diego Lara |
| 9 april 2011 15:50 | Benítez 90' | Wedstrijdverslag | Cuero 12', 29' | Estadio de Liga Deportiva Universitaria, Quito Scheidsrechter: Diego Lara |

|                    |                     |                  |                |                                                                             |
| 9 april 2011 18:00 | Ecuador             | 1–1              | Uruguay        | Estadio de Liga Deportiva Universitaria, Quito Scheidsrechter: Héctor Parra |
| 9 april 2011 18:00 | Cevallos 58' (pen.) | Wedstrijdverslag | San Martín 19' | Estadio de Liga Deportiva Universitaria, Quito Scheidsrechter: Héctor Parra |

|                    |                      |                  |                                           |                                                                               |
| 9 april 2011 20:10 | Argentinië           | 2–3              | Brazilië                                  | Estadio de Liga Deportiva Universitaria, Quito Scheidsrechter: Julio Quintana |
| 9 april 2011 20:10 | Báez 31' Andrada 80' | Wedstrijdverslag | Leo 27' Guilherme 32' Matheus Barbosa 77' | Estadio de Liga Deportiva Universitaria, Quito Scheidsrechter: Julio Quintana |